# زیردریایی اکسوم
زیردریایی اکسوم (به انگلیسی: Italian submarine Axum) یک زیردریایی بود که طول آن ۶۰٫۱۸ متر (۱۹۷ فوت ۵ اینچ) بود.